# Jameel Al-Yahmadi
Jameel Al-Yahmadi (arab. جميل اليحمدي; ur. 4 stycznia 1994) – omański piłkarz grający na pozycji pomocnika. Od 2016 jest zawodnikiem klubu Al-Wakrah SC.

## Kariera piłkarska
Swoją karierę piłkarską Al-Yahmadi rozpoczął w klubie Al-Shabab Seeb, w którym w 2014 roku zadebiutował w pierwszej lidze omańskiej. W sezonach 2016/2017 i 2017/2018 wywalczył z nim dwa wicemistrzostwa Omanu. W 2018 roku przeszedł do katarskiego Al-Wakrah SC.

## Kariera reprezentacyjna
W reprezentacji Omanu Al-Yahmadi zadebiutował 24 marca 2016 w wygranym 1:0 meczu eliminacji do MŚ 2018 z Guamem. W 2019 roku został powołany do kadry na Puchar Azji.